# Condado de Prince William
O Condado de Prince William (em inglês:  Prince William County) é um dos 95 condados do estado americano da Virgínia. A sede e maior cidade do condado é Manassas. Foi fundado em 1731.
O condado possui uma área de 902 km², dos quais 871 km² estão cobertos por terra e 31 km² por água, uma população de 402 002 habitantes, e uma densidade populacional de 461,4 hab/km² (segundo o censo nacional de 2010). É o terceiro condado mais populoso da Virgínia.